# Oberonia jenkinsiana
Oberonia jenkinsiana är en orkideart som beskrevs av William Griffiths och John Lindley. Oberonia jenkinsiana ingår i släktet Oberonia och familjen orkidéer. Inga underarter finns listade i Catalogue of Life.